# Szkolnyj (obwód smoleński)
Szkolnyj (ros. Школьный) – wieś (ros. деревня, trb. dieriewnia) w zachodniej Rosji, w osiedlu wiejskim Katynskoje rejonu smoleńskiego w obwodzie smoleńskim.

## Geografia
Miejscowość położona jest nad rzeką Krapiwnia (dorzecze Dniepru), 1 km od stacji kolejowej 443 km, przy drodze federalnej R120 (Orzeł – Briańsk – Smoleńsk – Witebsk), 7,5 km od drogi magistralnej M1 «Białoruś», 1 km od centrum administracyjnego osiedla wiejskiego (Katyń), 22,5 km od Smoleńska.

## Demografia
W 2010 r. miejscowość liczyła sobie 18 mieszkańców.